# Hillsong UK

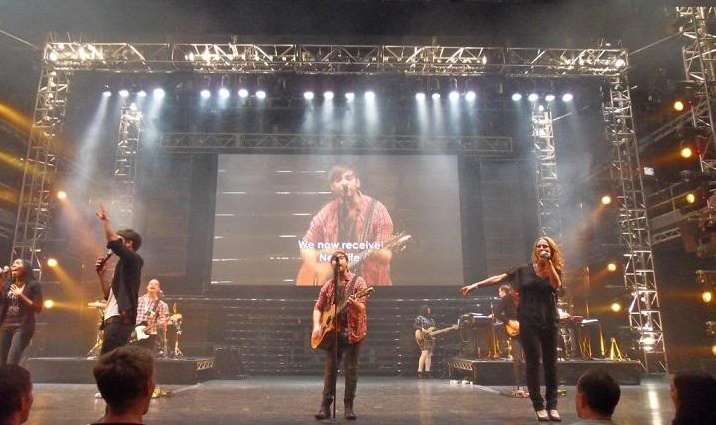
Het Hillsong London Worship team op het podium in het Dominion theater.

Hillsong UK is de afdeling van Hillsong in het Verenigd Koninkrijk. Hillsong UK begon als Hillsong Church London, een grote pinkstergemeente in Londen, die onder leiding van voorgangers-echtpaar Tim and Nicola Douglass staat. Zij volgde in 2021 Gary en Cathy Clarke op die de kerk ruim 20 jaar hadden geleid. De originele kerk in London komt samen in het het Dominion Theatre en trekt iedere zondag meer dan 8000 mensen naar zijn diensten. Deze afdeling heet tegenwoordig Hillsong Central London.
Hillsong UK (Hillsong Central London) maakt deel uit van Hillsong, met Sydney als hoofdkwartier en was de eerste uitbreiding van Hillsong buiten Australië.
Sinds 2010 zijn er eerst rondom Londen en daarna ook in andere steden van het Verenigd Koninkrijk veel nieuwe locaties bijgekomen.

## De kerk
Kenmerkend voor de diensten is het gebruik van de "typische" Hillsong aanbiddingsmuziek die live gespeeld en gezongen wordt door aanbiddingsleiders en de Hillsong London band, het voorlezen van de gebedskaartjes en de professioneel uitziende multimedia shows die tussendoor plaatsvinden. Dit alles wordt aan elkaar gepraat en gebeden door een lokale voorganger.
De diensten van Hillsong London Central in het Dominion Theatre zijn in de afgelopen jaren ook bij de vele (christelijke) toeristen die Londen bezoeken een populaire happening geworden. Enkele honderden toeristen bezoeken een van de vier diensten die daar elke zondag plaatsvinden.
Sinds 2010 is het bezoekersaantal jaarlijks verdubbeld. De 4 diensten per zondag die worden gehouden in het Dominon Theatre trekken zo'n 2000 bezoekers. Daarnaast wonen 1000 à 3000 mensen diensten bij in het Leatherhead Theatre in Leatherhead, Surrey. Sinds voorjaar 2011 worden er op zondagen wekelijks diensten gehouden in het River centre in Kent. In 2013 werd dat uitgebreid naar twee diensten per zondag. In 2013 vonden er op zaterdagavond diensten plaats door uitbreiding naar The Mermaid Theatre. Deze uitbreiding is in december 2013 verhuisd naar de wijk Bermondsey in Zuid-Londen en naar de zondagochtend. De diensten in Bermondsey zijn de eerste die in een eigen gebouw (The Warehouse) van Hillsong London worden gehouden.
Op 13 september 2009 werd het 10-jarig bestaan van de kerk gevierd in de O2-Arena (de voormalige Millennium Dome), met onder meer de aanbiddingsleider Matt Redman en de christelijke rockband Delirious?, die in november dat jaar stopte. Hierbij was Brian Houston, oprichter en voormalig voorganger van het Hillsong kerkgenootschap, als senior pastor aanwezig. De happening trok zo'n 13.000 bezoekers.

#### Kerkplanting
Hoewel Hillsong Church London een dochter is van Hillsong Sydney, heeft Hillsong London inmiddels zelf ook dochtergemeentes gesticht. Deze bevinden zich in de Engelse graafschappenSurrey en Kent en in de universiteitsstad Oxford. In Londen kan men inmiddels diensten bijwonen in Central London, Zuid-Londen, Noord-Londen en Croydon. Verder is dat mogelijk in Birmingham, Edinburgh, Guildford, Liverpool en Newcastle. In Europese steden geldt ditzelfde voor Stockholm, Parijs, Düsseldorf, Konstanz en Amsterdam. De afdelingen buiten het Verenigd Koninkrijk zijn inmiddels zelfstandige Hillsongkerken geworden die veelal op hun beurt extensie-gemeentes hebben opgericht. De manier van "church planting" bij Hillsong London is om eerst een aantal connect groups (huiskringen) op te zetten. Na verloop van tijd wordt er een lokale voorganger aangesteld, een pastor die zijn opleiding in Londen of Sydney volgde, waarna extension services beginnen. Dit zijn diensten die gebruikmaken van een live beeldverbinding met de hoofdgemeente in Londen. Wanneer een gemeente op die wijze voldoende gegroeid is en voldoende mogelijkheden heeft, gaat men van extension services over naar een volledig eigen dienst.

#### Locaties waar de Hillsong Church London haar diensten hield
- 1999-2001: Westminster University
- 2001-2003: Tuke Hall
- 2003-2005: Mermaid Theatre Conference Centre
- 2005-heden: Dominion Theatre

## Gerelateerde activiteiten
Ook organiseert Hillsong London sinds 2006 ieder najaar een Internationale Conferentie "Hillsong Conference Europe" over "kerk zijn" in het London ExCeL International Exhibition Centre waar sprekers en artiesten van over de hele wereld uit gelijkgestemde kerken voorgaan en de duizenden bezoekers toespreken en (proberen) enthousiast te maken voor de kerk in algemeen opzicht. De Conferentie verhuisde in 2010 naar de O2 arena. De conferentie werd in 2012 eenmalig in de Uithof in Den Haag en in Zweden gehouden.
Ook de jaarlijkse vrouwenconferentie "Colour Your World" in de Wembley Arena (eerdere edities waren in de Royal Albert Hall) in London wordt door Hillsong Church London georganiseerd.
Een jaarlijkse benefiet Rugby-wedstrijd tussen leden onder de 27 en boven de 27 jaar is een evenement dat Hillsong London jaarlijks organiseert.
Verder is heeft Hillsong London in de jaren 2010 het muziek, theater en multimedia evenement Christmas Spectaculair ontwikkeld. Deze kerstshow is ook overgenomen door andere Hillsong afdelingen.

## Muziek
De band van Hillsong Church London trad in de jaren 2000 ook internationaal op onder de naam Hillsong London. Zij deden zo nu en dan ook Nederland aan. Uit die tijd stammen verschillende cd's en dvd's van Hillsong London, geleid door aanbiddingsleider en toenmalig creative excutive pastor Peter Wilson, die tegenwoordig werkzaam is bij Lakewood Church. Deze opnames zijn verkrijgbaar via christelijke muziekwinkels en waren dat ook tijdens optredens. De muziek uit die periode laat zich definiëren als worship-rock met Engelse invloeden. Live spelen ze ook veel muziek van andere Hillsongdivisies als Hillsong United en Hillsong live.
Met het internationaal verder uitgroeien van Hillsong naar een denominatie is ervoor gekozen om de muziek van lokale afdelingen niet meer op eigen albums uit te brengen. In plaats daarvan wordt jaarlijks een selectie aan worshipsongs van songschrijvers uit alle afdelingen op de Hillsong Live registratie opgenomen. Daarmee wordt ook de band van Hillsong London niet meer als aparte band gezien en gaan ze niet meer als zodanig op tournee.
Een bekend lid van Hillsong Church London is pop-zangeres Natasha Bedingfield. Zij werkte mee aan het album Shout God's Fame uit 2004. Ook Matt Redman en Israel Houghton schreven mee aan songs van Hillsong London albums. Op 24 januari 2010 is een aantal tracks opgenomen in het Dominion Theatre. Deze zouden later dat jaar op het Hillsong-livealbum A Beautiful Exchange komen.

### Discografie Hillsong London
- 2004 Shout Gods fame
- 2006 Jesus is
- 2006 Jesus is (remix album).
- 2008 Hail to the king, studioalbum
- 2008 Hail to the King, Livealbum
- 2009 C.I.T.Y.[2] (single)
- 2010 A beautiful exchange, Een aantal tracks van dit Hillsong live album zijn van Hillsong London

### Optredens in Nederland
- 17 augustus 2007, Flevo festival, Liempde
- 28 juni 2008, Summer Worship (IJsselhallen, Zwolle (met Matt Redman)
- 23 mei 2009, Summer worship (IJselhallen, Zwolle) (met Israel Houghton)
- 24 mei 2010, (Sportpark de Westmaat, Spakenburg)
- 3-5 oktober 2012, De Uithof, Den Haag
- 6 juni 2014, (Pinksterconferentie Opwekking, Biddinghuizen)
- 23 Juni 2020 Leiderdorp, Zalen A4 (NL-Tour EFC)
- 24 Juni 2020 Den Haag, City Life Church (NL-Tour EFC)
- 25 Juni 2020 Enschede, Airport Twente (4M Event)